# Emil von Sydow
Emil von Sydow (ur. 15 lipca 1812 we Freibergu – zm. 13 października 1873 w Berlinie) – niemiecki kartograf i geograf.
Sydow jest postrzegany jako twórca kartografii metodycznej. W 1888 r. Hermann Wagner, profesor geografii na Uniwersytecie w Getyndze, zaprojektował Sydow-Wagner Methodischer Schulatlas wydany przez Instytut Kartograficzny Justusa Perthesa.